# Екологічний «синдром» агроценозів
Екологічний «синдром» агроценозів — екологічне явище, яке полягає у тому, що експлуатовані для потреб людини  агроекосистеми нестійкі за своєю природою, бо в умовах стресу вони дуже вразливі для конкурентів, збудників хвороб, паразитів, хижаків,  стихійних лих та інших факторів.
Агроценози займають приблизно 10% всієї поверхні суші (близько 1,2 млрд га) і дають людству близько 90% харчової енергії . Їхні незаперечні переваги у порівнянні з природними екосистемами полягають в необмежених потенційних можливостях збільшення продуктивності. Проте їх реалізація можлива тільки при постійному, науково обґрунтованому догляді за ґрунтом, забезпеченні рослин вологою та елементами мінерального живлення, охорону рослин від несприятливих  абіотичних і  біотичних факторів.
У порівнянні з природними біогеоценозами агроценози мають обмежений видовий склад рослин і тварин, вони не здатні до самооновлення і саморегулювання, існує загроза загибелі в результаті масового розмноження шкідників або  збудників хвороб і вони вимагають невпинної діяльності людини по їх підтримці.
Наприкінці XX ст. в аграрній науці почалося формування нової концепції. Якщо колишня концепція орієнтувалася на використання технологічних прийомів, доцільність яких оцінювалася тільки по надбавці урожаю, то нова концепція розглядає культурну рослину як частину складної агроекосистеми. З'являються еколого-біосферні способи ведення сільського господарства, при яких збереження і підвищення родючості ґрунтів і  урожайності сільськогосподарських культур досягається шляхом створення стійких агробіогеоценозов, які не порушують біогеохімічні потоки в агроландшафтах і використовують природні процеси в  біосфері.
Пріоритет в обробці ґрунтів отримують ресурсозберігаючі прийоми, прийнятніші і з агротехнічних, і з економічних позицій. У підвищенні родючості ґрунтів основна роль відводиться органічним добривам: торфу, гною, компостам, соломі, сидеральним культурам — вони сприятливо впливають на фізико-хімічні і, що особливо важливо, на біологічні властивості ґрунту. Живі організми в ґрунті — дрібні хребетні, земляні черв'яки, комахи, найпростіші, водорості, гриби і бактерії — мають здатність переводити недоступні для рослин хімічні елементи в засвоювану форму, що покращує мінеральне живлення рослин.
Поряд з оптимізацією агроландшафту, в еколого-біосферних системах  землеробства велика увага приділяється організації агрофітоценозів. Сільськогосподарські посіви тільки з однієї культури зручні з господарської сторони (спрощуються посів, догляд, збирання), але вони дуже нестійкі: швидко знижується родючість ґрунтів, відбувається масове розмноження бур'янів, шкідників та збудників хвороб. Ускладнення структури агрофітоценозів дозволяє підвищити їх стійкість, а заодно оптимізувати умови середовища за впливом на культурні рослини і небажані компоненти агробіогеоценозов.
Значна увага в еколого-біосферних системах землеробства приділяється агроландшафту. Функціонування агроекосистем в сприятливих умовах дозволяє уникнути забруднення і руйнування природних об'єктів, що знаходяться в зоні їх впливу, і в той же час цілеспрямовано регулювати біогеохімічні потоки. Для створення таких умов крім збереження природних фітоценозів необхідні структурні компоненти — сінокоси, пасовища, ділянки лісу, лісосмуги, водойми, що забезпечують заселення територій різними видами організмів. При цьому підвищується стійкість агроекосистем.

## Ресурси Інтернету
- Дедю И. И. Экологический энциклопедический словарь. — Кишинев, 1989 [Архівовано 24 жовтня 2016 у Wayback Machine.]
- Словарь ботанических терминов / Под общ. ред. И. А. Дудки. — Киев, Наук. Думка, 1984 [Архівовано 31 жовтня 2016 у Wayback Machine.]
- Англо-русский биологический словарь (online версия) [Архівовано 6 листопада 2016 у Wayback Machine.]
- Англо-русский научный словарь (online версия) [Архівовано 21 жовтня 2016 у Wayback Machine.]